# Virginia Gilmore
Virginia Gilmore, pseudonimo di Sherman Virginia Poole (El Monte, 26 luglio 1919 – Santa Barbara, 28 marzo 1986), è stata un'attrice statunitense.

## Biografia

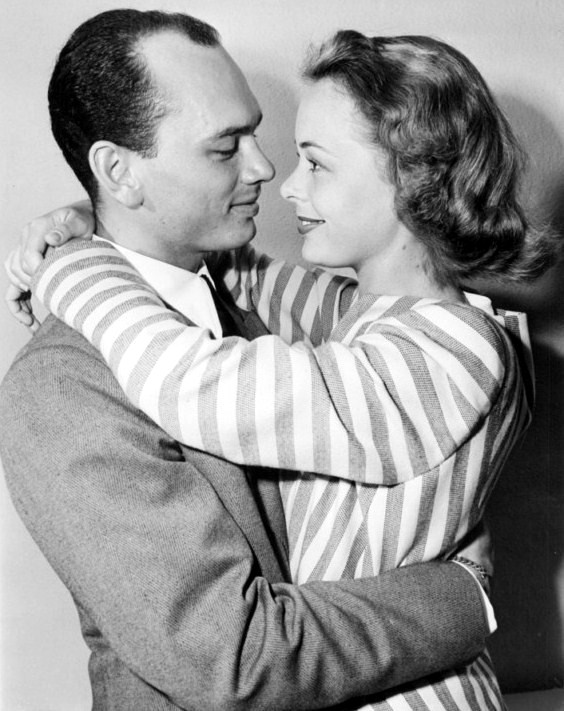
Virginia Gilmore con Yul Brynner, suo marito dal 1944 al 1960

Virginia Gilmore era figlia di un ufficiale britannico a riposo e iniziò la sua carriera artistica all'età di 15 anni sui palcoscenici di San Francisco. Nel 1939 si spostò a Los Angeles per tentare di sfondare nel cinema e ottenne un piccolo ruolo in La reginetta delle nevi (1939), prodotto da Walter Wanger, e interpretato da Ann Sheridan e Richard Carlson.
Dopo aver ottenuto un contratto con la 20th Century Fox, fu protagonista accanto a Cesar Romero della commedia Tall, Dark and Handsome (1941), quindi nello stesso anno apparve nelle due pellicole per le quali è maggiormente ricordata, Fred il ribelle (1941), primo film del periodo americano di Fritz Lang, in cui recitò accanto a Randolph Scott e Robert Young, e La palude della morte (1941), diretto dal regista francese Jean Renoir e interpretato anche da Dana Andrews.
L'anno successivo apparve nel ruolo di Myra Tinsley nel drammatico L'idolo delle folle (1942), biografia del campione di baseball Lou Gehrig (interpretato da Gary Cooper), e successivamente nelle commedie Voglio essere più amata (1942), con George Montgomery, e L'uomo meraviglia (1945), con l'allora emergente Danny Kaye. Le sue apparizioni sul grande schermo si stavano facendo però sempre più brevi e sporadiche e, scaduto il contratto con la Fox, l'attrice lasciò Hollywood e approdò a New York, dove già dal 1943 aveva intrapreso una carriera teatrale sui palcoscenici di Broadway.
Il debutto a Broadway avvenne appunto nel 1943 con Those Endearing Young Charms e The World's Full of Girls, mentre l'anno seguente l'attrice fu protagonista della commedia Dear Ruth di Norman Krasna, accanto al giovane John Dall, pièce che ebbe ben 680 repliche nel biennio 1944-1946 e che sarebbe poi diventata un film di successo nel 1947, Sessanta lettere d'amore, con l'interpretazione di Joan Caulfield nel ruolo che era stato della Gilmore. Successivo impegno teatrale dell'attrice fu il dramma Truckline Café di Maxwell Anderson, in cui lavorò accanto a Marlon Brando, all'epoca astro nascente del palcoscenico, Karl Malden e David Manners. La pièce, che trattava il delicato tema del ritorno dei reduci nell'immediato dopoguerra, e che venne coprodotta da Elia Kazan, ebbe però breve durata e chiuse i battenti a meno di due settimane dal debutto, avvenuto il 17 febbraio 1946 al Belasco Theatre.
Giunta a una fase di stallo della propria carriera, nel 1948 la Gilmore iniziò a lavorare per la televisione e apparve in numerose serie antologiche come Fireside Theatre (1949), Studio One (1950), Starlight Theatre (1950-1951). Tornò sul grande schermo in un'unica occasione, per il film poliziesco Il delitto del secolo (1952), accanto a George Murphy e Finlay Currie, e apparve sulle scene televisive sempre più raramente.
In conclusione di una carriera ventennale ma discontinua, l'attrice tornò a Broadway nel 1961 per la pièce Critic's Choice di Ira Levin, diretta da Otto Preminger e interpretata anche da Henry Fonda e Mildred Natwick, e recitò ancora per il piccolo schermo nella serie televisiva La parola alla difesa (1963), nell'episodio The Poisoned Fruit of Doctrine, al fianco di E.G. Marshall, e in due episodi della serie The Nurses (1962-1964). L'ultima apparizione sulle scene risale al 1970 nel film per la TV La congiura di Paul Wendkos.

## Vita privata
Nel 1944 sposò l'attore Yul Brynner, dal quale nel 1946 ebbe un figlio, Rock. Il matrimonio con Brynner si concluse con il divorzio nel 1960. I due recitarono insieme nel 1949 in Friend of the Family, episodio pilota della serie Fireside Theatre, in cui apparve anche il giovane Charles Bronson.
Durante gli anni sessanta, nel periodo di più lunga lontananza dalle scene, l'attrice insegnò recitazione all'Università di Yale e fu una leader dell'associazione degli Alcolisti Anonimi, testimoniando la propria personale esperienza.
Morì nella sua casa di Santa Barbara (California) il 28 marzo 1986, all'età di 66 anni, per le conseguenze di un enfisema.

## Filmografia

### Cinema
- La reginetta delle nevi (Winter Carnival), regia di Charles Reisner (1939)
- Laddie, regia di Jack Hively (1940)
- Manhattan Heartbeat, regia di David Burton (1940)
- Jennie, regia di David Burton (1940)
- Tall, Dark and Handsome, regia di H. Bruce Humberstone (1941)
- Fred il ribelle (Western Union), regia di Fritz Lang (1941)
- La palude della morte (Swamp Water), regia di Jean Renoir e, non accreditato, Irving Pichel (1941)
- Mr. District Attorney in the Carter Case, regia di Bernard Vorhaus (1941)
- Sundown Jim, regia di James Tinling (1942)
- L'idolo delle folle (The Pride of the Yankees), regia di Sam Wood (1942)
- Berlin Correspondent, regia di Eugene Forde (1942)
- The Loves of Edgar Allan Poe, regia di Harry Lachman (1942)
- Voglio essere più amata (Orchestra Wives), regia di Archie Mayo (1942)
- The Other Woman, regia di Ray McCarey (1942)
- Chetniks, regia di Louis King (1943)
- L'uomo meraviglia (Wonder Man), regia di H. Bruce Humberstone (1945)
- Close-Up, regia di Jack Donohue (1948)
- Il delitto del secolo (Walk East on Beacon!), regia di Alfred L. Werker (1952)

### Televisione
- Kraft Television Theatre – serie TV, 1 episodio (1948)
- Fireside Theatre – serie TV, 1 episodio (1949)
- The Clock – serie TV, 1 episodio (1949)
- The Philco Television Playhouse – serie TV, 1 episodio (1950)
- Studio One – serie TV, 1 episodio (1950)
- Musical Comedy Time – serie TV, 1 episodio (1950)
- Somerset Maugham TV Theatre – serie TV, 1 episodio (1950)
- Lights Out – serie TV, episodio 3x19 (1951)
- Suspense – serie TV, 1 episodio (1951)
- The Ford Theatre Hour – serie TV, 1 episodio (1951)
- The Prudential Family Playhouse – serie TV, 1 episodio (1951)
- Starlight Theatre – serie TV, 3 episodi (1950-1951)
- Tales of Tomorrow – serie TV, 1 episodio (1952)
- Broadway Television Theatre – serie TV, 2 episodi (1952)
- The Doctor – serie TV, episodio 1x28 (1953)
- Medallion Theatre – serie TV, 1 episodio (1954)
- The Mask – serie TV, 1 episodio (1954)
- The United States Steel Hour – serie TV, 1 episodio (1961)
- La parola alla difesa (The Defenders) – serie TV, 1 episodio (1963)
- The Nurses – serie TV, 2 episodi (1962-1964)
- La congiura (The Brotherhood of the Bell), regia di Paul Wendkos – film TV (1970)